# Belagerung von Torgau
Frühjahrsfeldzug 1813
Lüneburg – Möckern – Halle – Großgörschen – Gersdorf – Bautzen – Reichenbach – Nettelnburg – Haynau – Halberstadt – Luckau
Herbstfeldzug 1813

Großbeeren – Katzbach – Dresden – Hagelberg – Kulm – Dennewitz – Göhrde – Altenburg – Wittenberg – Wartenburg – Liebertwolkwitz – Leipzig – Torgau – Hanau – Hochheim – Danzig
Winterfeldzug 1814

Épinal – Colombey – Brienne – La Rothière – Champaubert – Montmirail – Château-Thierry – Vauchamps – Mormant – Montereau – Bar-sur-Aube – Soissons – Craonne – Laon – Reims – Arcis-sur-Aube – Fère-Champenoise – Saint-Dizier – Claye –  Paris
Sommerfeldzug von 1815

Quatre-Bras – Ligny – Waterloo – Wavre – Paris
Bei der Belagerung von Torgau zum Ende des Jahres 1813 wurde die von Frankreich während der Befreiungskriege besetzte Festung Torgau von preußischen Truppen belagert und schließlich zur Kapitulation gezwungen.
Die Stadt Torgau liegt heute im Landkreis Nordsachsen im Freistaat Sachsen. Die Festung wurde als königlich-sächsischer Hauptwaffenplatz nach dem Entwurf von Ernst Ludwig von Aster zu beiden Seiten der Elbe gebaut. Im Frühjahr 1813 rückten die Franzosen in die Stellung ein. Nach der Schlacht bei Dennewitz deckte sie den Rückzug der Franzosen. Im Waffenstillstand von Pläswitz wurde sie nur mangelhaft verproviantiert, um die Mittelelbe zu schützen und Offensiven gegen das preußische Kernland zu ermöglichen.
Nach der Völkerschlacht bei Leipzig wurde die Festung vom IV. Armee Corps mit ca. 20.000 Mann unter Bogislav Friedrich Emanuel von Tauentzien belagert. In die Festung flüchteten der französische Trains und die Beamtenschaft, so dass die Garnisonstärke von 6.000 auf 30.000 Mann anwuchs. Hinzu kamen noch ca. 11.000 Verwundete in den Hospitälern. Nach mehreren schweren Bombardierungen, die ca. 200 der 500 Häuser ruinierten, kapitulierte die geschwächte Besatzung unter General Adrien Jean-Baptiste du Bosc bedingungslos am 23. Dezember, wobei mit Vollzug der Kapitulation am 10. Januar 1814 ca. 4.200 Mann in Gefangenschaft gingen und ca. 3.000 in den Hospitälern verblieben.
Der Wiener Kongress bestätigte Preußen den Besitz der Festung.